# Márkus Éva (nyelvész)
Márkus Éva (Székesfehérvár, 1970) nyelvész és jelenleg az Eötvös Loránd Tudományegyetem Tanító- és Óvóképző Kar (ELTE TÓK) dékánja.

## Tanulmányai és oktatói tevékenysége
1993-ban végzett az ELTE Bölcsészettudományi Kar Germanisztika Intézetében német szakon, majd később felvételt nyert a Nyelvtudományi Doktori Iskolába. 
Egy rövid ideig a tanársegédként dolgozott a Zsámbéki Tanítóképző Főiskolán. 
1996-tól a Budapesti Tanítóképző Főiskola munkatársa. 1999-től adjunktus, 2002-től főiskolai docens, majd 2013-tól egyetemi docensként dolgozik az ELTE TÓK-n. 
2001-ben szerzett doktori fokozatot az ELTE Bölcsészettudományi Karon.
2017-ben Magyar Érdemrend lovagkeresztje kitüntetésben részesült.
2017 november 7-től az ELTE Tanító- és Óvóképző Kar dékánjává választották, miután Mikonya Györgyöt leváltották.

## Publikációi
https://m2.mtmt.hu/gui2/?type=authors&mode=browse&sel=10002688
A Google Tudós alapján az alábbi 3 publikáció a legidézettebb:
- Márkus, É., & Benkő, É. T. (2016). Előszó. Gyermeknevelés Tudományos Folyóirat 4 (1), 1-1
- Márkus, É. (2014). Die deutsche Mundart von Deutschpilsen, Nagybörzsöny. Praesens Verlag, Wien
- Márkus, É. (2003). Deutsche Mundarten im Ofner Bergland: Ungarndeutsches Archiv. ELTE, Germanistisches Inst.(Budapest)